# Castel San Pietro Romano

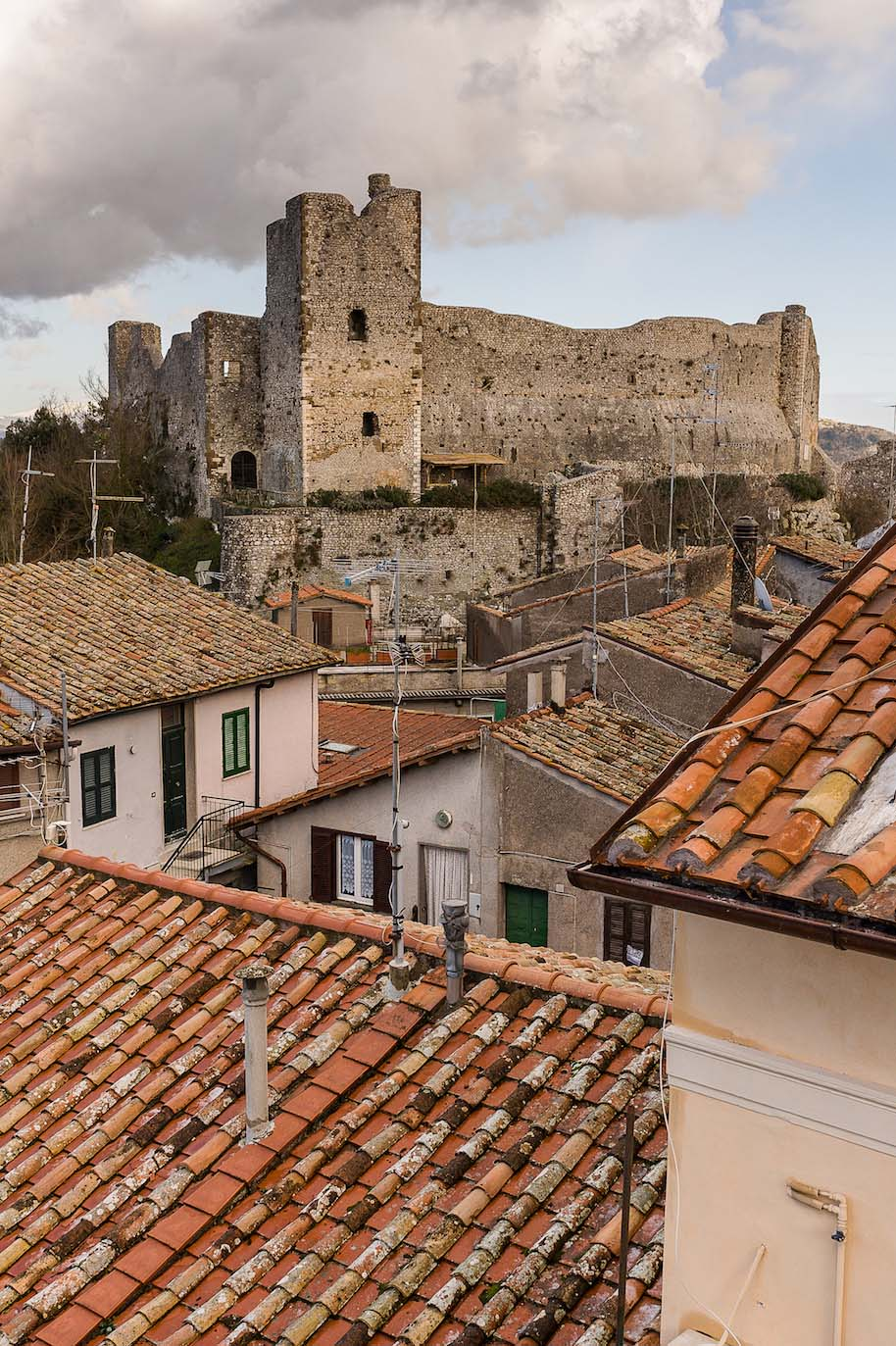
Castel San Pietro Romano und die Burg der Colonna

Castel San Pietro Romano ist eine italienische Gemeinde in der Metropolitanstadt Rom in der Region Latium mit 844 Einwohnern (Stand 31. Dezember 2023). Sie liegt 49 Kilometer östlich von Rom.
In dem antiken Arx Praenestina (heute Castel San Pietro Romano) wurde um 980 eine Burg errichtet, die später den Colonna gehörte.

## Geografie
Castel San Pietro Romano liegt auf dem Gipfel des Monte Ginestro am Rande der Monti an der Stelle der Akropolis des antiken Praeneste, dem heutigen Palestrina. Es ist Mitglied der Comunità Montana Monti Sabini e Tiburtini.

## Bevölkerung
| Jahr | Bevölkerung |
| ---- | ----------- |
| 1871 | 692         |
| 1901 | 649         |
| 1921 | 581         |
| 1951 | 666         |
| 1971 | 636         |
| 1991 | 698         |
| 2001 | 743         |

## Politik
Seit dem 26. Mai 2014 ist Gianpaolo Nardi Bürgermeister.